# Jamboard
Jamboard（ジャムボード）は、Googleが販売およびサービスを提供するオンラインデジタルインタラクティブ・ホワイトボードである。

## 概要

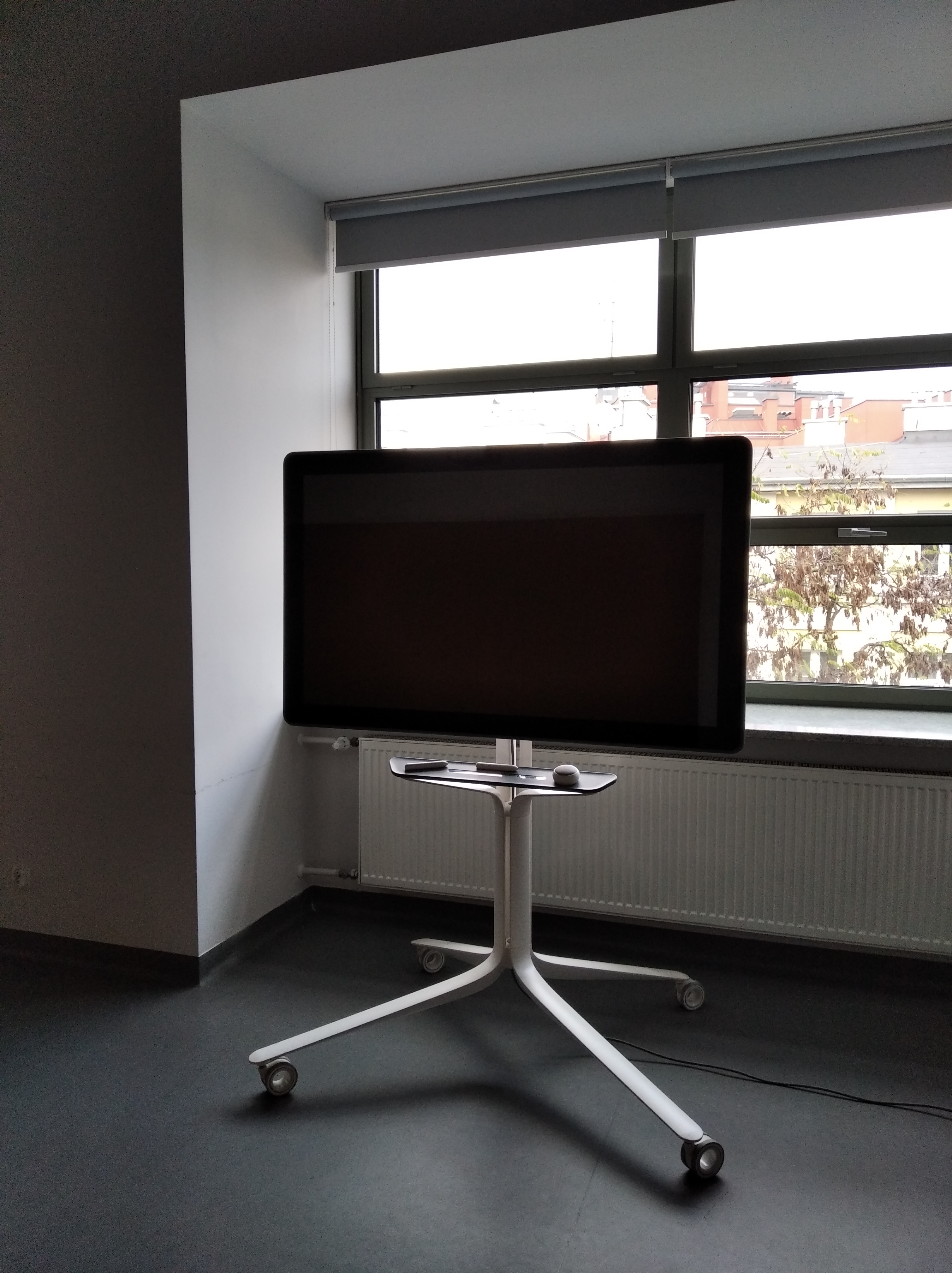
SWPS大学におけるJamboard

Googleは2016年10月25日、クラウドに接続して板面を共有できるデジタルホワイトボードとしてJamboardを発表した。2017年5月にアメリカで発売され、2018年8月8日に日本でも発売された。Google アカウントにログインすれば利用することができる。
Jamboardは、55インチの4Kディスプレイを搭載し、Google Workspace（発売当初はG Suite）にネイティブで対応したデジタルホワイドボードとして、Google ドキュメントやGoogle スプレッドシートなど、Google Workspaceに含まれるウェブアプリケーションを大画面で表示できる。
通常のタブレットのようにタッチペンを使用して描画することができるほか、直感的な操作でのオブジェクトの移動やサイズ変更、手書き文字認識での自動テキスト変換、Google 検索でのウェブからコンテンツの引用もできる。また、静電容量式を採用しており、電池不要のタッチペンでの書き込みや、消しゴムで消去することもできる。
Googleは、2024年12月31日以降は、ウェブ、iOS、Android、Google Meet デバイスで Google Jamboardが利用できなくなることを発表し、2024年12月31日でサービスが終了した。

## ハードウェア仕様
| 画面サイズ           | 55"               |
| 画面解像度           | 4K                |
| リフレッシュレート   | 60 Hz             |
| タッチ機能           | 最大16点          |
| Wi-Fi                | あり              |
| スキャナー           | HD フロントカメラ |
| マイクロフォン       | 内蔵マイク        |
| スピーカー           | 内蔵スピーカー    |
| スタイラス           | 専用スタイラス    |
| 消しゴム             | デジタル消しゴム  |
| メインコントローラー | 「Jam」起動機能   |